# Abbaye aux Hommes

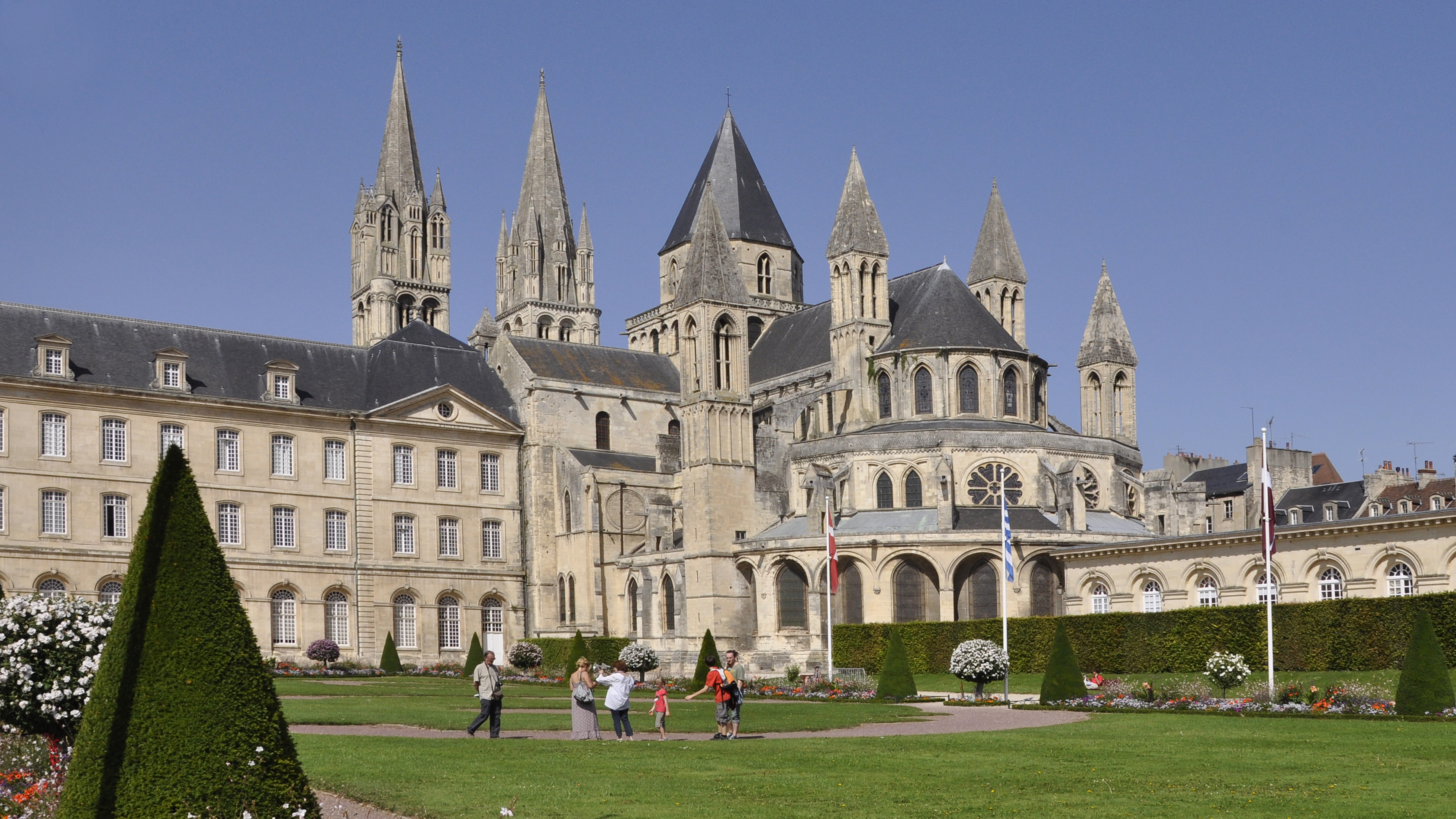
De Abbaye aux Hommes met links een deel van het stadhuis

De Abbaye aux Hommes (Nederlands: Mannenabdij) is een van de twee abdijen in de Franse stad Caen en gesticht door Willem de Veroveraar in 1063. Hij is hier begraven in 1087. Zijn echtgenote Mathilde van Vlaanderen, dochter van graaf Boudewijn V van Vlaanderen vond in 1083 haar rustplaats in de Abbaye aux Dames (Nederlands: Vrouwenabdij) aan de andere zijde van de stad. De Abbaye aux Hommes is een van de belangrijkste voorbeelden van romaanse architectuur in Normandië. Het voormalig monnikenverblijf geeft sinds 1960 onderdak aan het stadhuis van Caen. 

## Stichting van de abdij
Deze benedictijnenabdijen ontstonden mogelijk als gevolg van zondebesef van Willem en Mathilde. Hun huwelijk werd aangevochten door paus Leo IX omwille van te nauwe bloedverwantschap. Ze kregen vergeving van paus Nicolaas II en stichtten beide abdijen. De abdijkerk van de Abbaye aux Hommes werd toegewijd aan Stefanus (Frans: Etienne), die van de Abbaye aux Dames aan de Drie-eenheid (Frans: Trinité). Laatstgenoemde is de oudste; de bouw hiervan startte in 1060-61, die van de mannenabdij in 1065.
De bouw kan ook ingegeven zijn door politieke motieven. Willem, die de bastaard werd genoemd, moest tijdens het eerste deel van zijn periode als heerser afrekenen met de baronnen van Normandië. Hij trachtte zijn autoriteit te vestigen in dit deel van het hertogdom waar de rebellie het sterkst was, via de bouw van kastelen waaronder het bekende kasteel van Caen, maar ook van abdijen volgens een klassiek schema vanaf de 10e eeuw. Beide abdijen hadden een groot belang voor hem. Ze waren een steunpunt tegen het oproer dat dichter bij de opstandelingen lag dan Rouen.
Als gevolg van de keuze van Mathilde en Willem om zich in Caen te laten begraven veranderden ze de stad van verzet in de tweede belangrijkste van Normandië. De zoon en opvolger van Willem, Willem II van Normandië versterkte die status nog door de regalia (kroon en scepter) van zijn ouders in de schatkamers van de abdijen te plaatsen, waar ze werden begraven.

## Bouwgeschiedenis

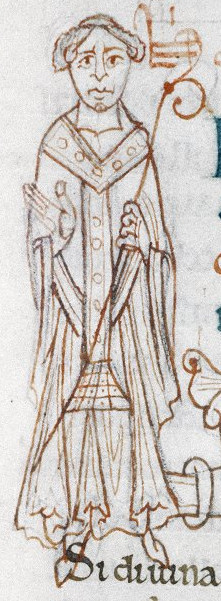
Lanfranc van Bec

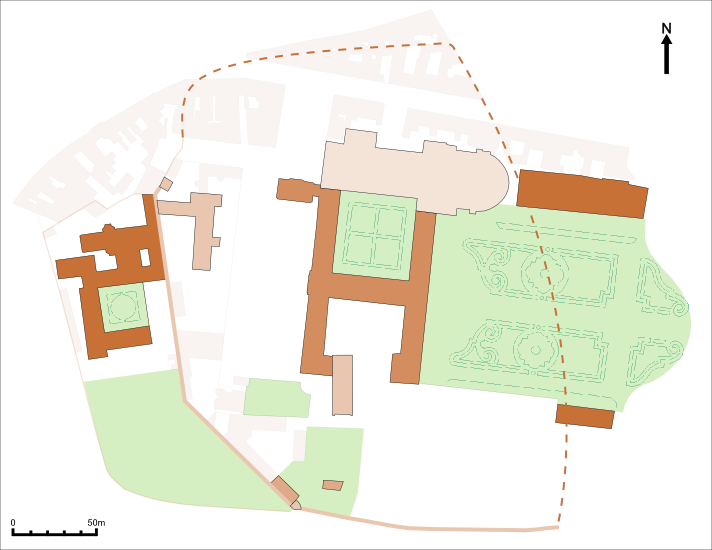
Grondplan van de abdij

De bouw van de Abbaye aux Hommes startte in 1063. De abdijkerk was bijna klaar in 1077. Twee zijbeuken en de torens aan de westzijde waren klaar in 1090. Men neemt aan dat de constructie onder leiding van Lanfranc van Bec gebeurde, een geestelijke uit Pavia die voor Willem bij paus Nicolaas II had onderhandeld. De bouw vorderde snel omwille van de aanwezigheid van openluchtgroeves voor bouwstenen (de steen van Caen) op enkele honderden meter. Aan hout was er nooit gebrek gezien Normandië toen nog dicht bebost was. De extra financiële middelen die vrijkwamen na de inval van Willem in Engeland en zijn overwinning tijdens de slag bij Hastings deden letterlijk een duit in het zakje. De snelle afwerking verklaart de eenheid van stijl van het gebouw. De bouw was het werk van mobiele teams van vaklui die van bouwwerf naar bouwwerf trokken.
Hoogstwaarschijnlijk werd de abdij toegewijd aan Stefanus omdat deze patroonheilige is van Pavia, de geboortestad van Lanfranc. De inwijding, in aanwezigheid van Willem en Mathilde, gebeurde op 13 september 1077. Ook Lanfranc, die in 1070 was benoemd tot aartsbisschop van Canterbury was aanwezig.

### De hoofdingang met twee torens aan de westelijke zijde
Klaarblijkelijk wilde men een narthex bouwen die veel gelijkenis vertoonde met die van de Abbaye aux Dames en met de nog steeds bestaande narthex van de Église Saint-Nicolas de Caen. Dit plan werd verlaten en vervangen door een nieuw project dat model zou staan voor veel later gebouwde kerken. Sporen van het oorspronkelijke concept zijn nog te zien boven de deur aan de zuidkant van de kerk.
De narthex is bekroond met twee torens. Deze façade aan de westzijde is de hoofdingang en het eerste prototype van een harmonieuze kerkgevel dat later in de meeste grote gotische kerken werd toegepast. Beide torens en de ingang verwijzen naar de interne structuur: een centrale beuk tussen twee zijbeuken. De verschillende niveaus die zichtbaar zijn in de gevel geven een aanduiding van verdiepingen die in het kerkinterieur aanwezig zijn. Bovenaan zorgt een lichtbeuk voor natuurlijke verlichting.
In de 11e eeuw waren de torens hoogstwaarschijnlijk afgedekt met kleine houten constructies. Het was maar bij aanvang van de 13e eeuw dat deze vervangen werden door hoge stenen exemplaren die als voorbeeld dienden voor veel kerken in de omgeving. De vierkantige basis van de torens gaat over in een octogonale vorm, verborgen achter een reeks pinakels. De noordelijke spits, 82 m hoog, is de oudste en de hoogste met romaanse kenmerken en ronde bogen op ieder niveau. De zuidelijke toren is 80 m hoog en vertoont reeds gotische invloeden die merkbaar zijn in de pinakels.
Met uitzondering van de kansel was de kerk leeg. De grootte van de kerk was het gevolg van het diepgeworteld geloof van de mens tijdens de 11e eeuw waarbij alles ten dienste stond van de glorie van God. Langs de andere kant was het de invloed van Willem de Veroveraar die in de kerk wilde begraven worden en het gebouw zag als zijn mausoleum dat zo groot en zo prachtig mogelijk moest worden. De kerk staat er nog zoals ze in de 11e eeuw werd gebouwd, met uitzondering van het koor dat in de 13e eeuw werd herbouwd.

### De lantaarntoren en de catastrofe in 1566
De lantaarntoren, typisch voor de Normandische stijl staat centraal op het transept. Zijn vensters op de eerste verdieping verlichten het centrale deel van de kerk. Samen het kerkschip en het transept werd hij in de 11e eeuw opgetrokken. Tot de 16e eeuw werd de toren afgedekt met een immens hoge torenspits, gebouwd in de 15e eeuw. Met zijn hoogte van 95 m was hij 15 m hoger dan de westelijke torens. In 1566 stortte deze spits naar beneden en veroorzaakte grote schade in het koor.

## Het leven van de monniken
Lanfranc, de eerste abt, paste de regel van Benedictus aan en maakte meer tijd vrij voor gebed en meditatie. Volgens het seizoen werden de monniken tussen middernacht en 3 uur gewekt voor het eerste van de getijdengebeden, de metten. Ze kwamen direct van het dormitorium naar het zuidelijk transept via een speciale trap die men ook de nachttrap of de mettentrap noemde. Na het zingen van de lauden ging men terug naar bed. Om zes uur volgden dan de priem en om negen uur de terts, gevolgd door de Heilige Mis om twaalf uur en de sext. Rond drie uur waren het de none en de vespers om 6 uur. Voor men om half acht ging slapen bad men de completen. Tussen de none en de vespers was er tijd voor onder meer het kopiëren van manuscripten.
Het is begrijpelijk dat monniken tijdens de gebeden in slaap vielen en zeker tijdens de lezingen die lang duurden aan de vooravond van de grote kerkelijke feesten. Een van hen, met een lantaarn in de hand, liep voor hen door en maakte de ingeslapene wakker, overhandigde hem de lantaarn die op zijn beurt de volgende slapende wakker maakte en de lantaarn in zijn handen kreeg. Zij die betrapt waren moesten voor de gemeenschap verschijnen op een dagelijkse bijeenkomst die gehouden werd na de terts. Een hoofdstuk uit de regel van Benedictus werd voorgelezen, de alledaagse problemen besproken en eventuele zondaars tegen de regel bestraft.

## De abdij in verval

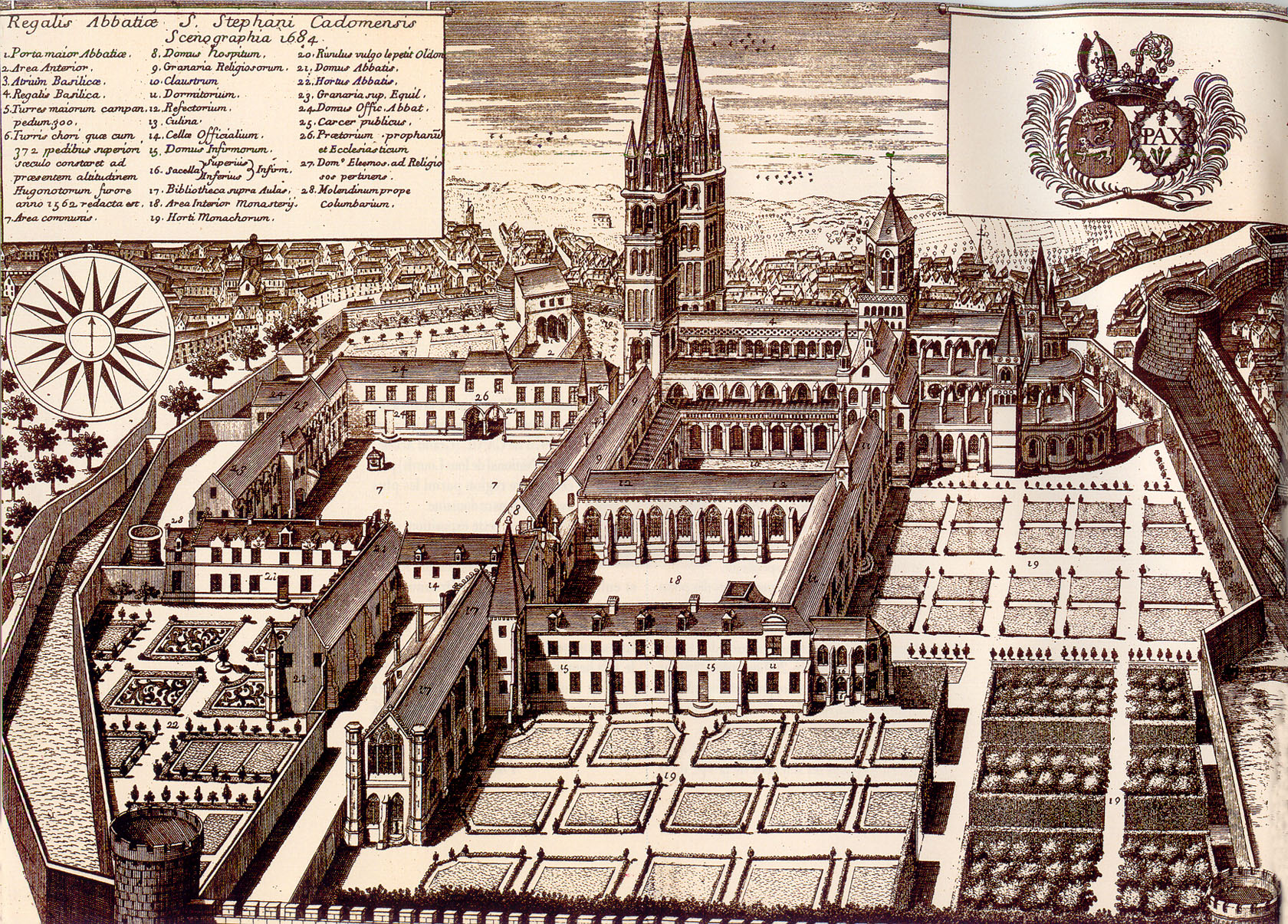
De abdij in 1684

Tijdens de Honderdjarige Oorlog kreeg de abdij te maken met de strijd tussen Fransen en Engelsen. De abdij lag buiten de versterkingen van de stad. Na de herovering door de Fransen in 1346 kregen de religieuzen de opdracht de abdij tot een versterking om te bouwen. 
In 1562 en 1563, tijdens de strijd tussen katholieken en hugenoten werd de abdij geplunderd door de troepen van graaf Gabriel van Montgomery en verlaten. De glasramen, het meubilair en de kerkorgels werden vernietigd. Het grafmonument van Willem de Veroveraar, een marmeren mausoleum bekroond met een gisant werd beschadigd en onteerd. De resten werden toevertrouwd aan een monnik van de abdij, Michel de Cemallé. Bij een nieuwe inval van de hugenoten vluchtten de monniken en geraakte het gebeente van Willem de Veroveraar zoek met uitzondering van een dijbeen dat in 1642 in het gerestaureerde priesterkoor werd begraven. Koning Lodewijk XV gaf de kloostergemeenschap de toestemming om het graf naar de kerk te verplaatsen en er een bescheiden rustplaats van te maken en eenvoudig te bedekken met een grafsteen. Dit linkerdijbeen werd teruggevonden bij opgravingen op 22 augustus 1983.
De lantaarntoren stortte in 1566 in waarbij het priesterkoor zwaar beschadigd geraakte. Dankzij het verzet van Jean de Baillehache, een van de benedictijnen, annuleerde men de beslissing van het parlement van Rouen om het koor af te breken. Hij ondernam de restauratie van de abdijkerk die op 18 mei 1626 opnieuw werd ingewijd.
Het klooster is 18e-eeuws en is van de hand van Guillaume de la Tremblaye.

## De invloed op de romaanse architectuur
Na de verovering van de Engelse troon door Willem de Veroveraar werden vanaf het einde van de elfde eeuw alle belangrijke kathedralen en kerken volledig heropgebouwd naar het model van de Normandische kerken. Een model hiervan is de abdij van Jumièges (1040-1067). De kerk, nu een ruïne, had een westgevel met twee torens. Het schip is steil en hoog, met drie etages, en de traveebogen werden gesteund door afwisselend ronde en vierkante pijlers met schalken. De kerk had oorspronkelijk geen gewelf maar een open dakstoel. Over de kruising stond een hoge vierkante vieringtoren die voor de verlichting van kruising en koor zorgde. In de abdijkerken van de Abbaye aux Hommes en de Abbaye aux Dames werd dit model verder uitgewerkt met een circulatiegang voor de vensters van de bovenverdieping. De muren worden massief, maar door de verticale schalken en de boogarchitectuur heel sterk geleed. Ook deze kerken hadden een open dakstoel boven het middenschip. Het is dit model dat door de Normandiërs geëxporteerd werd naar Engeland waar die stijl voor meer dan een eeuw gehanteerd zal worden. Buiten Normandië verspreidde de stijl zich ook in Picardië, Vexin, Bretagne en in het graafschap Maine. De oudste kerk in Engeland uit die periode die grotendeels bewaard bleef is de kathedraal en abdijkerk van Sint-Albanus.

## Galerij

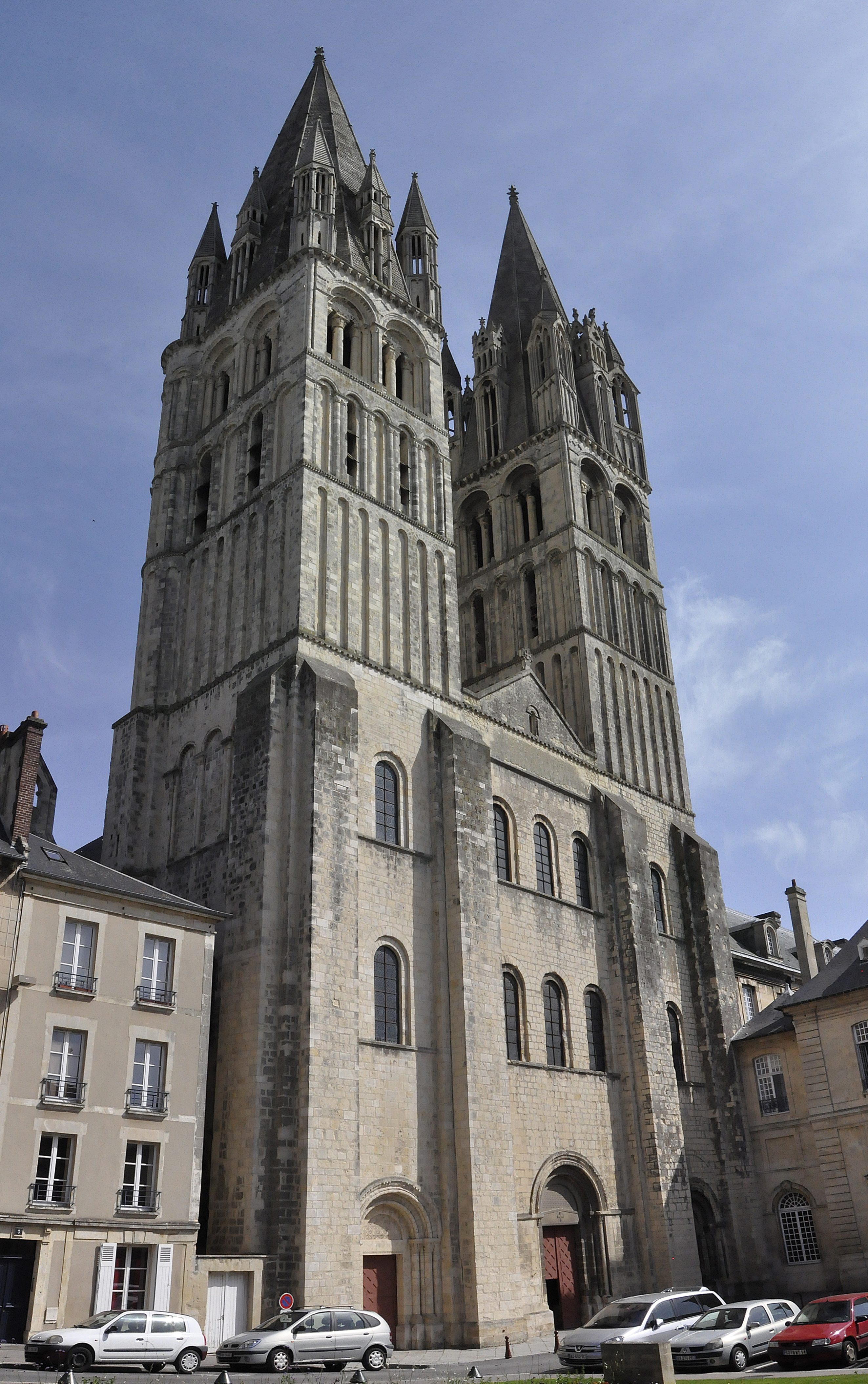
De westelijke gevel en hoofdingang van de abdijkerk
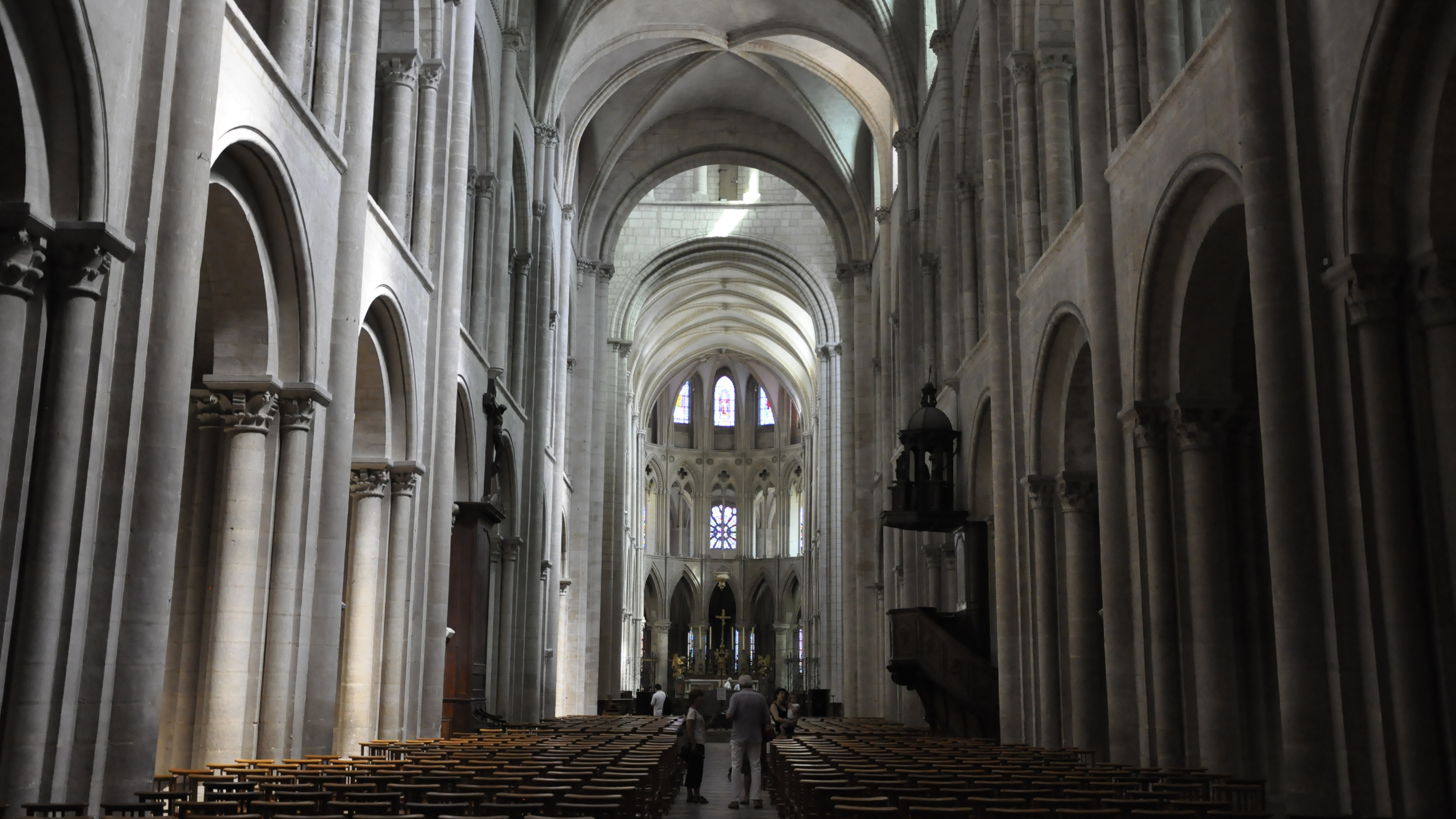
Het schip van de abdijkerk
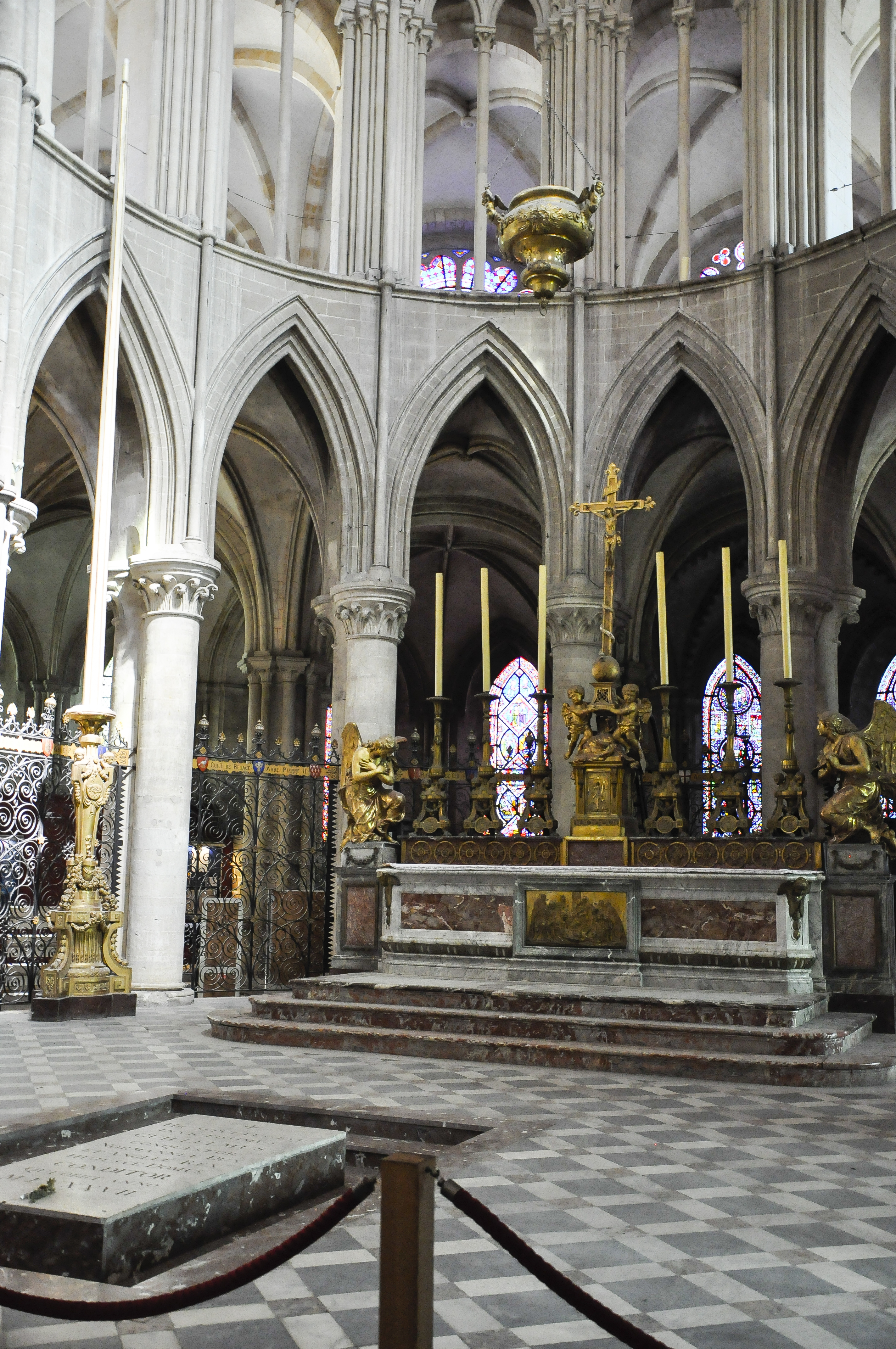
Het priesterkoor met het graf van Willem de Veroveraar in de abdijkerk
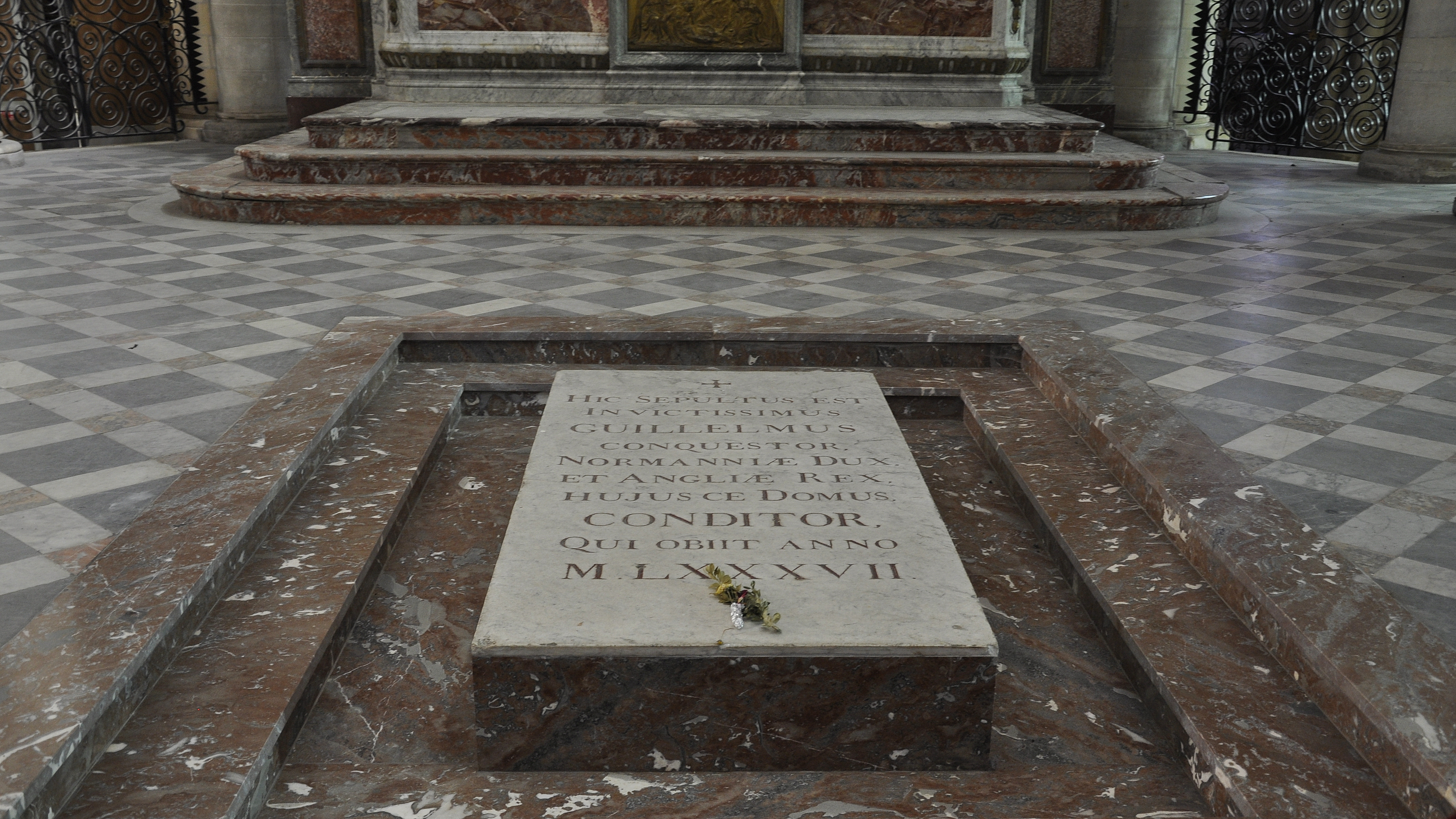
Het graf van Willem de Veroveraar